# Mezzo arco (corona)
Un semiarco è il pezzo d'oro, argento o platino, solitamente decorato con gioielli, che collega la base circolare di una corona al globo nella parte superiore.

## Numero di archi

### Tradizione britannica di 4 mezzi archi
Le corone dei monarchi britannici contengono tradizionalmente quattro semiarchi; esempi includono la Corona di Sant'Edoardo, la Corona di Stato di Giorgio I, la Corona dell'incoronazione di Giorgio IV e la Corona Imperiale di Stato, e anche la Corona di Scozia. Lo stesso vale per diverse corone delle regine consorti, vale a dire la Corona di Stato di Maria di Modena, la Corona della Regina Adelaide e la Corona della Regina Elisabetta la Regina Madre.

### Corona ad 1 arco del Principe di Galles

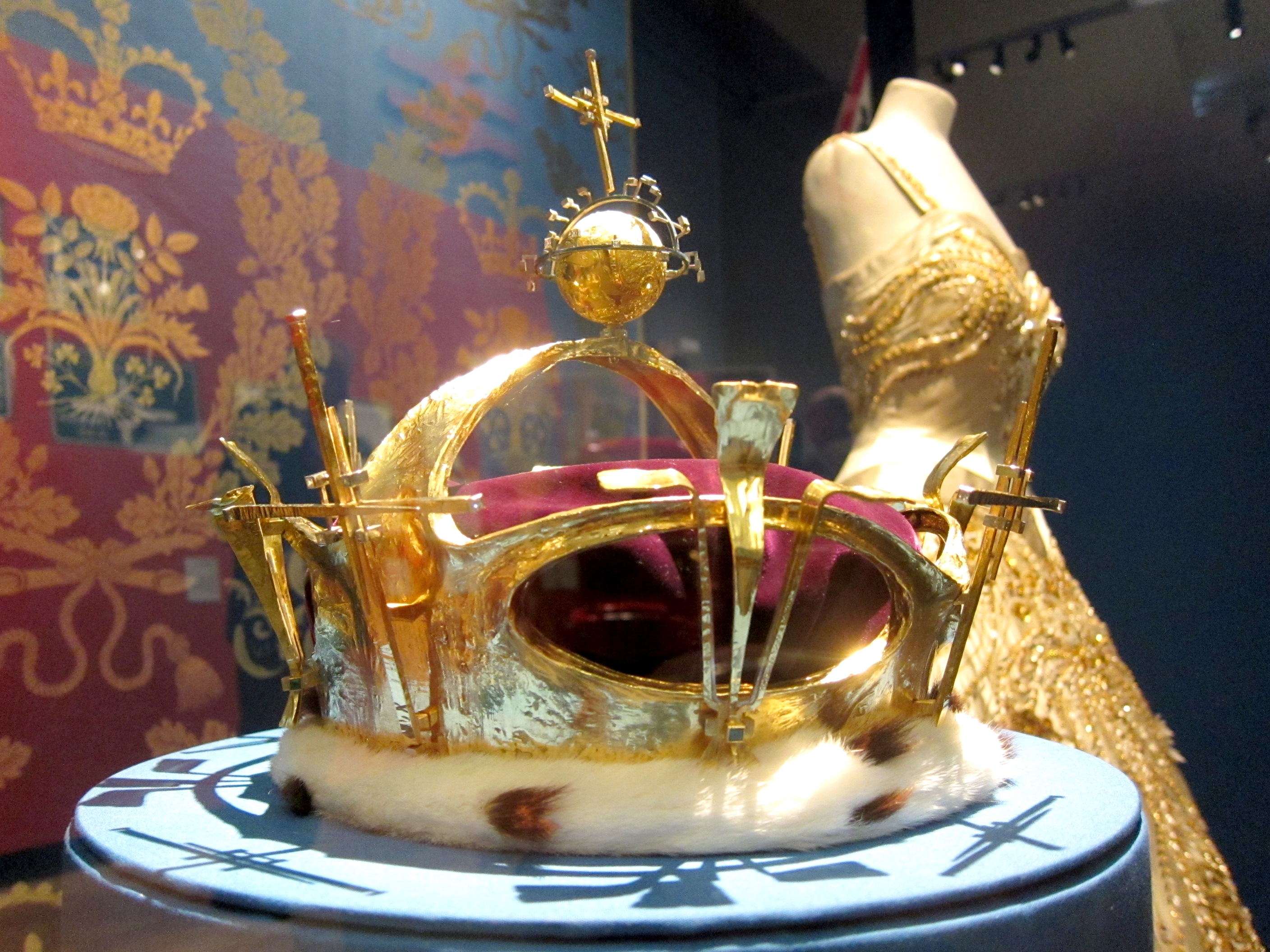
La corona del Principe di Galles, ora re Carlo III.

Le tre corone esistenti del Principe di Galles, l'erede apparente al trono britannico, hanno tutte un arco a tutto sesto, con un globo centrato sull'unico arco, seguendo un'istruzione stabilita giù dal re Carlo II nel 1677. A differenza delle corone principesche del 1902 e del 1969 però, dove si eleva l'arco singolo, nella Corona di Federico, Principe di Galles (1728) l'arco singolo si abbassa al centro, con il globo posto al centro dell'inclinazione.

### Tradizione europea degli 8 mezzi archi

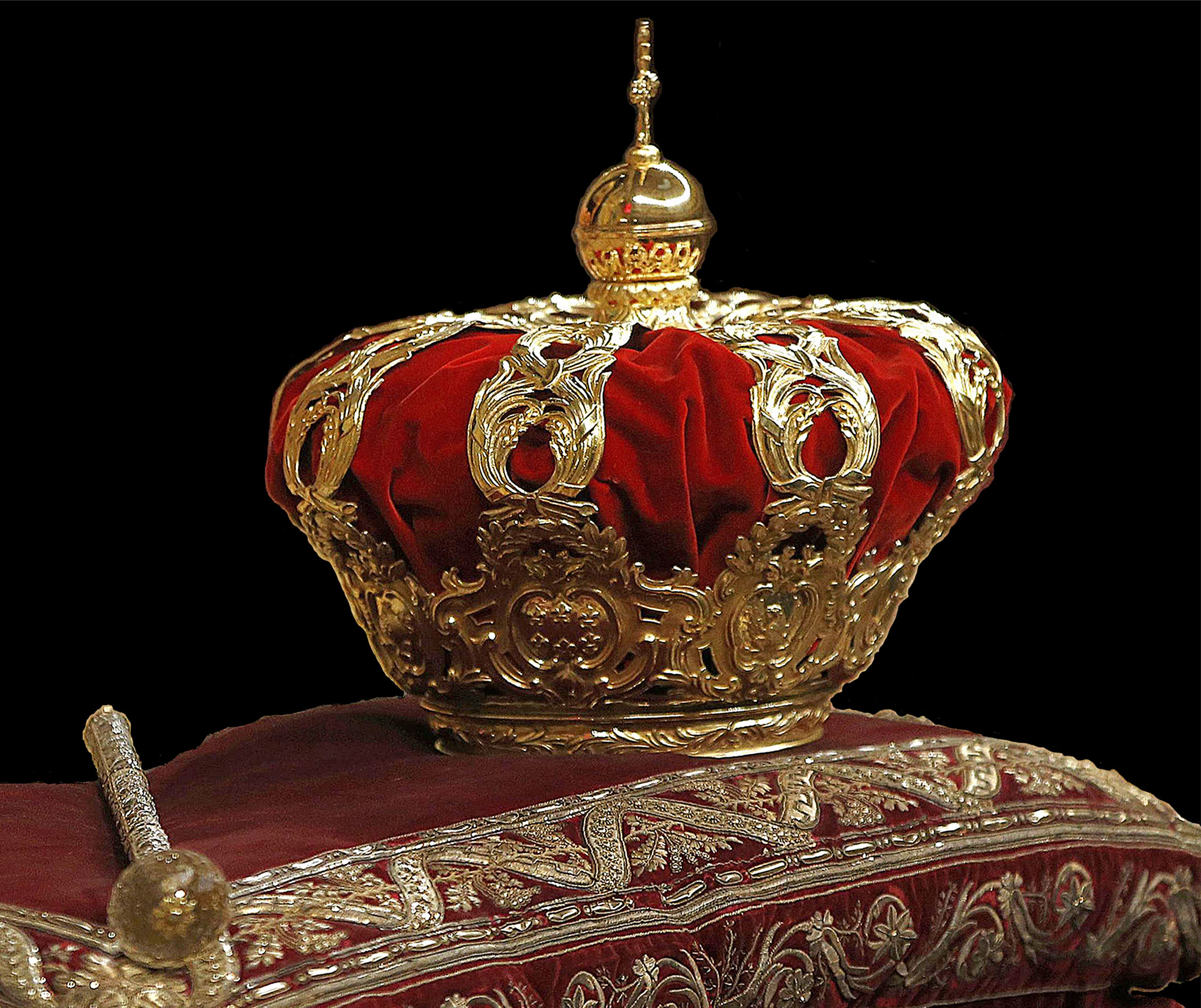
La corona reale spagnola, versione di corona ad 8 semiarchi.

Al contrario delle corone britanniche, molte corone dei monarchi dell'Europa continentale contengono tradizionalmente otto semiarchi; troviamo gli otto mezzi archi nelle corone reali di Danimarca, Paesi Bassi, Norvegia, Spagna e Svezia. L'unico esempio di corona di un monarca britannico con otto mezzi archi è la Corona Imperiale d'India, realizzata per il re Giorgio V che la indossò alla propria incoronazione a Imperatore d'India al Delhi Durbar del 1911. Le corone di due regine consorti britanniche del XX secolo hanno anche otto mezzi archi, queste sono la Corona della regina Alexandra (1902) e la Corona della regina Mary (1911), che riflettono le loro origini come principesse europee, rispettivamente di Danimarca e di Germania.

## Forma dell'arco

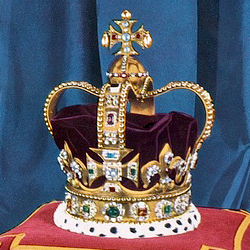
La britannica Corona di Sant'Edoardo.

Le varie corone presenti possiedono semiarchi di forma diversa. In alcune corone, per esempio, i semiarchi scendono al centro della corona dove incontrano il globo;  l'esempio più ampiamente riconosciuto di ciò è la Corona di Sant'Edoardo, la corona che viene utilizzata durante la l'incoronazione del monarca britannico; mentre in altre, come la corona della regina Elisabetta la Regina Madre, tutti e quattro i semiarchi si alzano ad angolo retto, senza avvallamento centrale.
Un caso di modifica degli archetti è la Corona di Stato di Giorgio I, originariamente progettata ad archi inclinati, essi sono stati sollevati ad angolo retto per l'incoronazione del re Giorgio II e sono rimasti in quella posizione.

## Archi staccabili

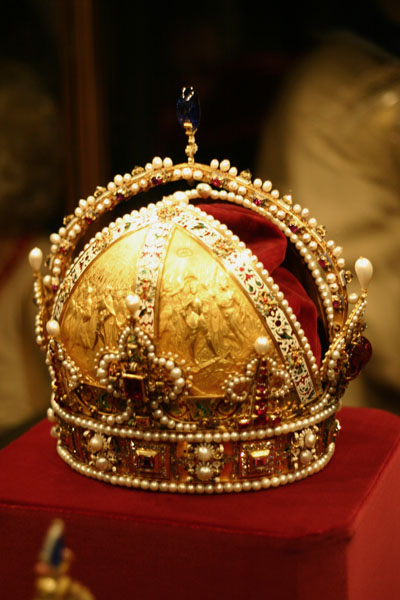
Corona di Rodolfo II
La corona dell'Impero austriaco.

In alcune corone, come la britannica Imperial State Crown, i semiarchi sono staccabili, consentendo di indossare la corona come un diadema. Le regine Alessandra di Danimarca, Maria di Teck ed Elizabeth Bowes-Lyon, regine consorti britanniche, indossarono in varie fasi le proprie corone come diademi, in particolare dopo la morte dei mariti, quando uno dei loro figli era sul trono e assumevano il titolo di Regina madre.

## Intarsio in velluto
Quando una corona possiede archi o semiarchi, la base circolare della corona sotto gli archi è solitamente riempito di velluto o altro tessuto, o con un cappuccio di metallo ingioiellato. Le corone di Stati diversi possono possedere intarsi di stoffa di colore diverso.
I colori più usati per la stoffa sono il viola, come nella Corona di Sant'Edoardo, e il rosso scuro, come nella Corona Imperiale d'Austria.

## Niente archi

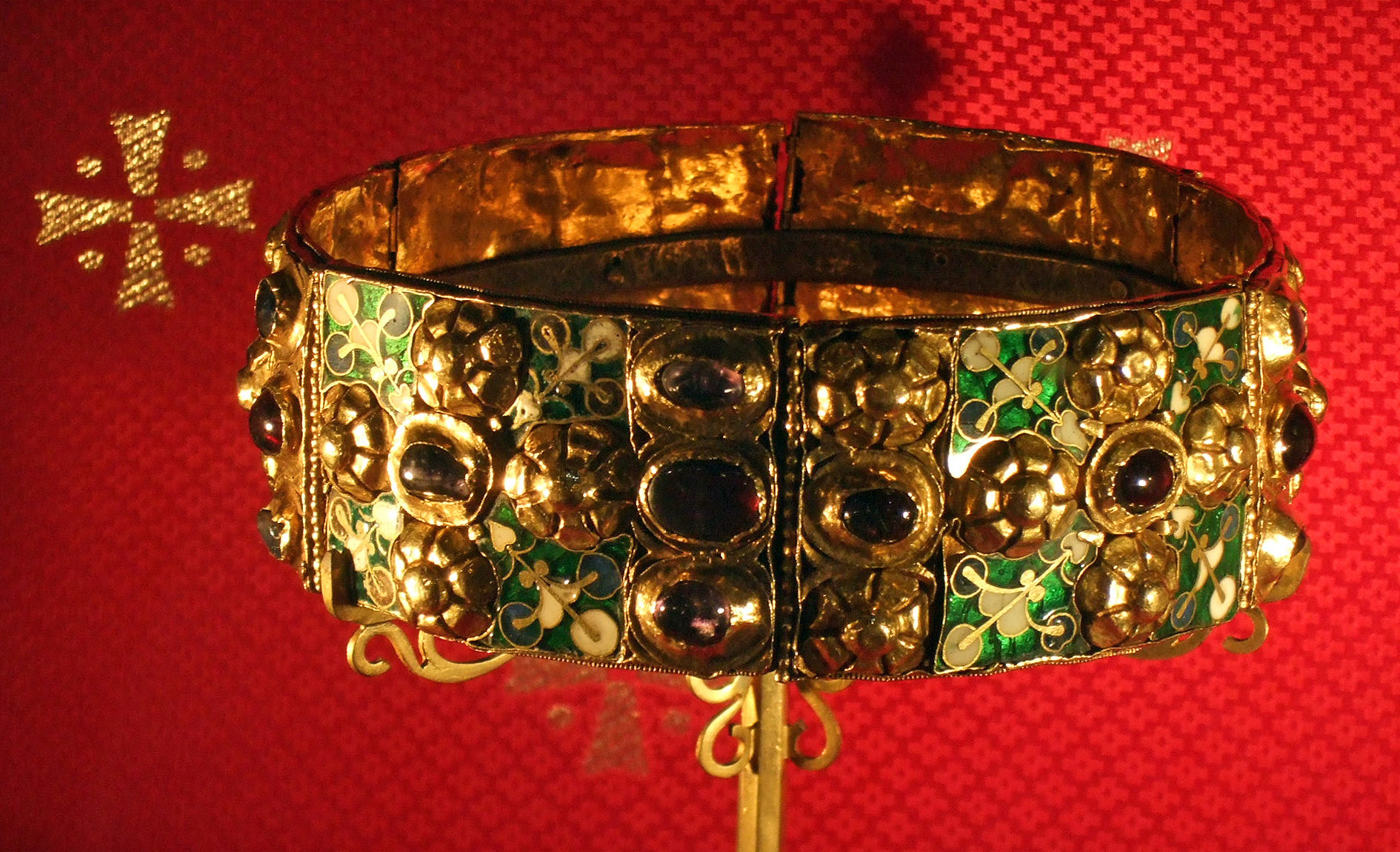
La Corona ferrea longobarda.

Non tutte le corone possiedono archi. La corona danese di Cristiano IV, che è stata utilizzata per l'incoronazione dei monarchi eletti prima dell'introduzione dell'assolutismo nel 1660, non ha alcuna copertura ma esiste in forma di diadema, mentre la tiara papale si erge come cono in stoffa preziosa o metallo prezioso, congiunto alla sommità da un globo crucigero. Altro esempio in cui non sono presenti archi sono la Corona ferrea, nessuno dei Gioielli della Corona Iraniana; mentre la Corona Imperiale di Russia e la Corona Imperiale d'Austria possiedono due semiarchi centrali, con la maggior parte del resto della corona coperta.